# Корзинка Венеры
Euplectellidae (лат.) — семейство морских губок, известных под общим названием корзинка Венеры.
Скелет корзинки Венеры — один из самых красивых среди всех стеклянных губок. Он имеет вид нежного ажурного цилиндра тонкого и замысловатого строения. Первый привезённый в Европу экземпляр губок этого семейства, по некоторым данным, был продан за 600 марок. В настоящее время корзинка Венеры продолжает считаться очень ценным украшением.

## Классификация
В семействе Euplectellidae 3 подсемейства с 27 родами:
- Подсемейство Bolosominae Tabachnick, 2002
  - Amphidiscella Tabachnick & Lévi, 1997
  - Bolosoma Ijima, 1904
  - Caulocalyx Schulze, 1886
  - Hyalostylus Schulze, 1886
  - Neocaledoniella Tabachnick & Levi, 2004
  - Saccocalyx Schulze, 1896
  - Trachycaulus Schulze, 1886
  - Vityaziella Tabachnick & Lévi, 1997
- Подсемейство Corbitellinae Gray, 1872
  - Atlantisella Tabachnick, 2002
  - Corbitella Gray, 1867
  - Dictyaulus Schulze, 1896
  - Dictyocalyx Schulze, 1886
  - Hertwigia Schmidt, 1880
  - Heterotella Gray, 1867
  - Ijimaiella Tabachnick, 2002
  - Pseudoplectella Tabachnick, 1990
  - Regadrella Schmidt, 1880
  - Rhabdopectella Schmidt, 1880
  - Symplectella Dendy, 1924
  - Walteria Schulze, 1886
- Подсемейство Euplectellinae Gray, 1867
  - Acoelocalyx Topsent, 1910
  - Chaunangium Schulze, 1904
  - Docosaccus Topsent, 1910
  - Euplectella Owen, 1841
  - Holascus Schulze, 1886
  - Malacosaccus Schulze, 1886
  - Placopegma Schulze, 1895